# Konídium
A konídium a gombák külső (exogén) keletkezéssel létrejövő, ivartalan (azaz nem ivaros szaporodás során képződő) mitospórája, mely elnevezés arra utal, hogy ezek a spórák mitózissal alakulnak ki.

## Leírás
A különböző gombafajok konídiumai méretük és alakjuk szerint eltérőek lehetnek, valamint a sejtmagjaik száma is különbözhet. Az egy sejtmagot tartalmazó spórák lehetnek haploidok vagy diploidok. A több sejtmagvas spórákban a sejtmagok genetikailag különbözőek és azonosak is lehetnek. A spórák egy, kettő, vagy több sejtből is állhatnak: egysejtűek például a lisztharmatgombák (Erysiphaceae család fajai) konídiumai, míg többsejtűek pl. a Microsporum-fajok esetén.
A spórák funkciójuktól és a környezeti feltételektől függően lehetnek megvastagodott sejtfalúak, tartalmazhatnak melanint vagy más pigment anyagokat. A sejtfalban megtalálható melanin növeli a sejtfalak szilárdságát és különböző stresszorokkal (pl. UV sugárzás) szemben való ellenállóságát.
Egy adott gombafaj is képezhet különböző típusú spórákat, akár egyidőben, vagy különböző környezeti feltételek mellett. A búza feketerozsda betegségét okozó Puccinia graminis gomba például négyféle különböző ivartalan spórát képez, amelyek különböző morfológiájúak és funkciójúak.
A konídiumokat a keletkezésük alapján csoportosítják. A tallikus keletkezésű konídiumok a hifa egy darabjának feldarabolódásával, átalakulásával alakulnak ki, míg a blasztikus konídiumokat erre specializálódott sejtek hozzák létre, ez utóbbiak az ún. konídiogén sejtek. Mind a tallikus, mind a blasztikus típusokban megkülönböztethetők különféle alcsoportok pl. aszerint, hogy az újonnan képződő konídium hogyan fűződik le, illetve hogyan képződik a sejtfala.
A konídiumokat létrehozó konídiumtartók általában a gombatelep micéliumának szintje felett helyezkednek el. Egyes gombáknál a konídiumtartók csoportba rendezetten, vagy védett, termőtestszerű képletekben helyezkednek el, ezek az ún. áltermőtestek (pszeudokarpiumok vagy konídiomaták). Az áltermőtestek hasonlíthatnak a szexuális úton keletkező termőtestekhez.
A konídiumok kedvező körülmények között kicsíráznak, hifákat, majd micéliumot alakítanak ki és új telep képződik. A folyamat a gomba gyors elterjedését szolgálja. A konídiumok általában passzívan terjednek (pl. széllel), és fajtól függően erre speciális mechanizmusok is szolgálhatnak.
A konídiumképzés különleges esete az ún. mikrociklusos konídiumképzés (= iteratív, azaz ismétlődő), a mikrociklikus , amelynek során a konídiumokból közvetlenül újabb konídiumtartók és rajtuk konídiumok keletkeznek, sok esetben az eredeti konídiumból kiinduló micéliumnövekedés nélkül.